# Sauvetage en rivière
Sauvetage en rivière è un cortometraggio in due parti del 1896 diretto da Georges Méliès.

## Produzione
Il film venne probabilmente realizzato nel maggio 1896. Si ispirava a Up the River, un cortometraggio di Robert W. Paul, pioniere del cinema britannico, realizzato pochi mesi prima. Fu il primo esperimento di Méliès con forme di cinema più lunghe e raccontava una storia attraverso due inquadrature distinte, invece del formato one-shot che aveva usato in precedenza. In tal modo segnò un'evoluzione rispetto alle brevi scene ispirate a primi film dei Lumière e dai film di attualità con cui Méliès aveva iniziato la sua carriera di regista, verso i film più complessi per i quali sarebbe diventato famoso.
Il film venne prodotto e distribuito in due parti dalla Star-Film, casa di produzione dello stesso Méliès, ognuna lunga circa 20 metri.
- Sauvetage en rivière, 1er (maggio 1896, negli USA noto come Rescue on the River, Pt. 2)
- Sauvetage en rivière, 2e (maggio 1896, negli USA noto come Rescue on the River, Pt. 1)